# Typhonium

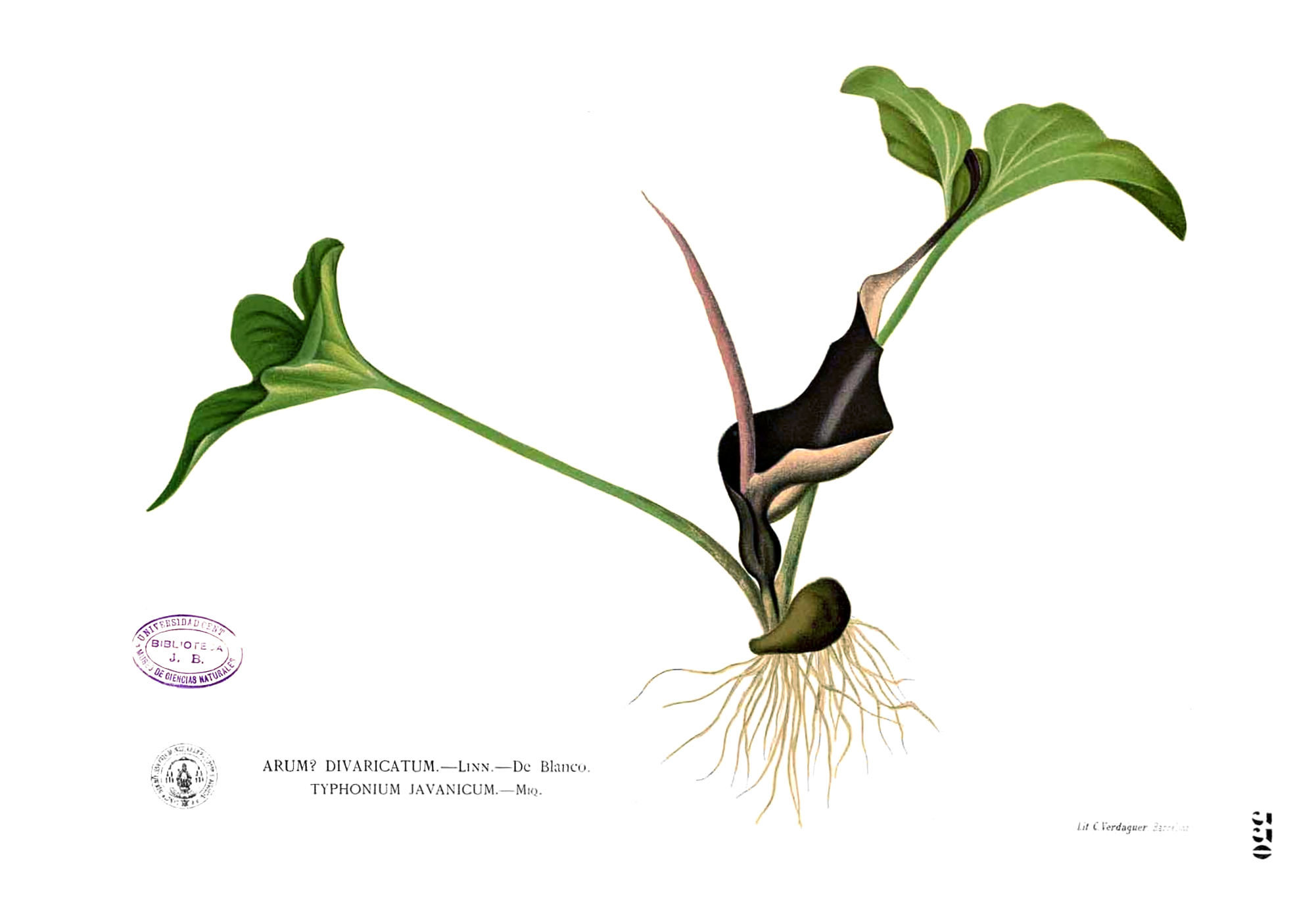
Typhonium roxburghii

Typhonium é um género botânico pertencente à família Araceae, nativo do leste e sul da Ásia, Nova Guiné e Austrália. As espécies pertencentes a este género têm como habitat preferencial as zonas ligeiramente ensombradas de bosques e outras zonas florestadas.

## Espécies
O género Typhonium agrega as seguintes espécies validamente descritas:
1. Typhonium acetosella Gagnep. - Cambodja, Laos, Tailândia, Vietname
2. Typhonium adnatum Hett. & Sookch. - Tailândia
3. Typhonium albidinervium C.Z.Tang & H.Li - Guangdong, Hainan, Laos, Tailândia
4. Typhonium albispathum Bogner - Tailândia
5. Typhonium alismifolium F.Muell. - Queensland, Northern Territory
6. Typhonium angustilobum F.Muell. - Queensland, Nova Guiné
7. Typhonium bachmaense V.D.Nguyen & Hett. - Vietname
8. Typhonium baoshanense Z.L.Dao & H.Li - Yunnan
9. Typhonium blumei Nicolson & Sivad. - Japão, Taiwan, ilhas Ryukyu, China, Bangladesh, Laos, Cambodja, Myanmar, Tailândia, Vietname; naturalizada em Madagáscar, Mauritius, Comoros, Bornéu, Filipinas, West Indies
10. Typhonium bognerianum J.Murata & Sookch. - Tailândia
11. Typhonium brownii Schott - Queensland, New South Wales
12. Typhonium bulbiferum Dalzell - southern India
13. Typhonium circinnatum Hett. & J.Mood - Vietname
14. Typhonium cochleare A.Hay - Bangladesh, Northern Territory of Australia
15. Typhonium cordifolium S.Y.Hu - Tailândia
16. Typhonium digitatum Hett. & Sookch. - Tailândia
17. Typhonium echinulatum Hett. & Sookch. - Tailândia
18. Typhonium eliosurum (F.Muell. ex Benth.) O.D.Evans - New South Wales
19. Typhonium filiforme Ridl. - Tailândia, Malaysia
20. Typhonium flagelliforme (G.Lodd.) Blume - Guangdong, Guangxi, Yunnan, Bangladesh, Bhutan, Cambodia, India, Indonesia, Laos, Malaysia, Myanmar, Philippines, Singapore, Sri Lanka, Tailândia, New Guinea, Queensland, Northern Territory
21. Typhonium fultum Ridl. - Tailândia, Malaysia
22. Typhonium gagnepainii J.Murata & Sookch. - Tailândia, Cambodja
23. Typhonium gallowayi Hett. & Sookch. - Thailand
24. Typhonium glaucum Hett. & Sookch. - Thailand
25. Typhonium griseum Hett. & Sookch. - Thailand
26. Typhonium hayatae Sriboonma & J.Murata - Vietnam
27. Typhonium huense Nguyen & Croat - Vietnam
28. Typhonium hunanense H.Li & Z.Q.Liu - Hunan
29. Typhonium inopinatum Prain - India, Myanmar, Thailand
30. Typhonium jinpingense Z.L.Wang, H.Li & F.H.Bian - Yunnan
31. Typhonium johnsonianum A.Hay & S.M.Taylor - Northern Territory of Australia
32. Typhonium jonesii A.Hay - Northern Territory of Australia
33. Typhonium laoticum Gagnep. - Thailand, Laos
34. Typhonium liliifolium F.Muell. ex Schott - Northern Territory, Western Australia
35. Typhonium lineare Hett. & V.D.Nguyen - Vietnam
36. Typhonium listeri Prain  - Assam, Bangladesh, Myanmar
37. Typhonium medusae Hett. & Sookch. - Thailand
38. Typhonium mirabile (A.Hay) A.Hay - Melville Island of Australia
39. Typhonium neogracile J.Murata - Assam, Bangladesh, Myanmar
40. Typhonium nudibaccatum A.Hay - Western Australia
41. Typhonium orbifolium Hett. & Sookch. - Thailand
42. Typhonium pedatisectum Gage - Myanmar
43. Typhonium pedunculatum Hett. & Sookch. - Thailand
44. Typhonium peltandroides A.Hay, M.D.Barrett & R.L.Barrett - Western Australia
45. Typhonium penicillatum V.D.Nguyen & Hett. - Vietnam
46. Typhonium pottingeri Prain - Myanmar
47. Typhonium praecox J.Murata - Myanmar
48. Typhonium praetermissum A.Hay - Northern Territory of Australia
49. Typhonium pusillum Sookch., V.D.Nguyen & Hett. - Thailand
50. Typhonium reflexum Hett. & Sookch. - Thailand
51. Typhonium roxburghii Schott - Taiwan, Yunnan, Bonin Islands, India, Bangladesh, Sri Lanka, Andaman Islands, Thailand, Malaysia, western Indonesia, Philippines, New Guinea; naturalized in Western Australia, eastern Brazil, Tanzania
52. Typhonium russell-smithii A.Hay - Northern Territory of Australia
53. Typhonium sagittariifolium Gagnep. - Thailand
54. Typhonium saraburiensis Sookch., Hett. & J.Murata - Thailand
55. Typhonium sinhabaedyae Hett. & A.Galloway - Thailand
56. Typhonium smitinandii Sookch. & J.Murata - Thailand
57. Typhonium stigmatilobatum V.D.Nguyen - Vietnam
58. Typhonium subglobosum Hett. & Sookch. - Thailand
59. Typhonium taylorii A.Hay - Northern Territory of Australia
60. Typhonium trifoliatum F.T.Wang & H.S.Lo ex H.Li, Y.Shiao & S.L.Tseng - Mongolia, Hebei, Inner Mongolia, Shaanxi, Shanxi
61. Typhonium trilobatum (L.) Schott - southern China, Indian Subcontinent, Indochina; naturalized in Windward Islands, Ivory Coast, Borneo, Philippines
62. Typhonium tubispathum Hett. & A.Galloway - Thailand
63. Typhonium varians Hett. & Sookch. - Thailand
64. Typhonium venosum Hett. & P.C.Boyce - tropical Asia and Africa
65. Typhonium vermiforme V.D.Nguyen & Croat - Vietnam
66. Typhonium violifolium Gagnep . - Myanmar, Thailand
67. Typhonium watanabei J.Murata, Sookch. & Hett. - Thailand
68. Typhonium weipanum A.Hay - Queensland
69. Typhonium wilbertii A.Hay